# Tianlu
Tianlu (chinesisch 天鹿, Pinyin tiānlù, oder 天祿 / 天禄,  tiānlù, engl. heavenly deer) sind Fabelwesen der chinesischen Mythologie, die einem Hirsch ähneln. Sie sollen böse Geister vertreiben. Tianlu sind häufig in Steinskulpturen der Han-Zeit dargestellt.